# 森特勒爾城 (肯塔基州)
森特勒爾城（英語：Central City），是美国肯塔基州的一座城市。建立于1873年，面积约为13.5平方公里（5.2平方英里）。根据2010年美国人口普查，该市的人口为5,978人。